# Странє-при-Добрничу
Странє-при-Добрничу (словен. Stranje pri Dobrniču) — поселення в общині Требнє, регіон Південно-Східна Словенія, Словенія.